# Klein Report
Der Klein Report (kleinreport.ch) ist ein Schweizer Online-Magazin für Medien, Werbung, Marketing, Public Relations, Internet, Telekommunikation und Filmwirtschaft in der Schweiz.
Der «Mediendienst der Schweizer Kommunikationsbranche» (Eigenbeschreibung) hatte 2020 nach eigenen Angaben 10'110 Abonnenten des Newsletters und verzeichnete täglich 30'000–50'000 Page Impressions sowie 12'000–15'000 Unique Clients. Er ist kostenlos und finanziert sich durch Banner- und Textinserate.
Das Onlineportal besteht seit August 2000 und beschäftigt fünf Redaktoren sowie vier feste Freie. Chefredaktorin und Herausgeberin ist Ursula Klein.
Für die Zeit vom 1. September 2005 bis 31. August 2009 überliess Klein Georges Müller die Chefredaktion. Vom 1. Januar 2013 bis 31. August 2014 leitete Thomas Leuzinger die Redaktion.